# Bloemkôle
Bloemkôle (Nederlands: Bloemkolen) is een lied uit 2006 van Oôs Joôs, een dialectband uit de Nederlandse regio West-Friesland. De melodie is gebaseerd op The Wanderer, oorspronkelijk een internationale hit uit 1961-1962 van Dion.
In 2023 kwam deze versie in de jaarlijkse Top 2000 van de Nederlandse Radio 2 terecht nadat de band zijn fans opriep om op dit nummer te stemmen.

## NPO Radio 2 Top 2000
| Nummer met noteringen in de NPO Radio 2 Top 2000 | '23 | '24 |
| ------------------------------------------------ | --- | --- |
| Bloemkôle                                        | 805 | 966 |

1. ↑  Een vetgedrukt getal geeft de hoogste notering aan.
2. ↑  2023 was het eerste jaar met een notering voor dit nummer.